# Rataje (województwo świętokrzyskie)
Rataje – wieś w Polsce położona w województwie świętokrzyskim, w powiecie starachowickim, w gminie Wąchock. Leży na skraju Sieradowickiego Parku Krajobrazowego.
Wierni Kościoła rzymskokatolickiego należą do parafii Wniebowzięcia Najświętszej Maryi Panny i św. Floriana w Wąchocku.

## Części wsi
| SIMC    | Nazwa               | Rodzaj      |
| ------- | ------------------- | ----------- |
| 1019332 | Leśniczówka Rataje  | osada leśna |
| 0276794 | Nadleśnictwo Rataje | część wsi   |

## Historia
Pierwotnie wieś była własnością opatów wąchockich, którzy posiadali tu dworek myśliwski oraz pola uprawne, stąd wcześniejsza nazwa wsi to Zalesie (XVI-XVII w.). W roku 1888 wieś liczyła 18 domostw, 82 mieszkańców, 367 mórg dworskich i 105 mórg włościańskich. W tym czasie folwark Rataje stanowił majorat rządowy, nadany Mikołajowi Miliutinowi. 

Po kasacie Opactwa Cystersów tutejszy majątek ziemski wraz z dworem zmieniał kilkakrotnie właścicieli: rodzina Miliutinów, skarb państwa, a od okresu międzywojennego rodzina Grotowskich. Część zabudowań dworskich przetrwała do początku lat 90. XX w., kiedy to ostatecznie rozebrano zniszczone już budynki. Obecnie zachowały się jedynie pozostałości dawnego parku dworskiego oraz fragmenty bramy wjazdowej.

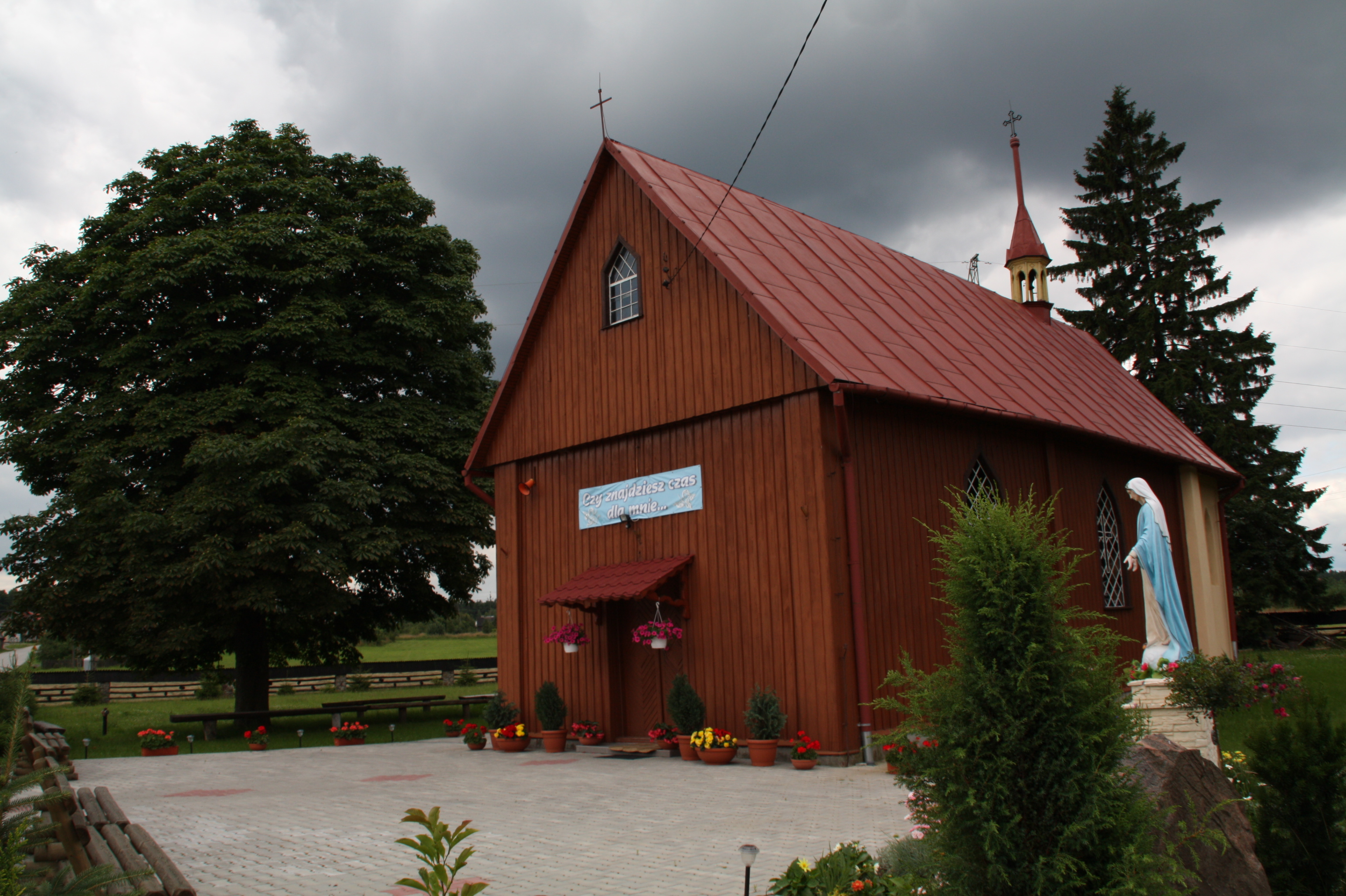
Kaplica św. Zofii w Ratajach

We wsi znajduje się modrzewiowa kaplica św. Zofii najprawdopodobniej z połowy XIX w., z późniejszą murowaną zakrystią, spełniająca rolę kościoła filialnego parafii Wąchock. Fundator kaplicy nie jest znany. W ołtarzu głównym znajduje się obraz będący alegorią św. Zofii z jej trzema córkami: Wiarą, Nadzieją i Miłością. Obraz ten wraz z szafą ołtarza to jedyne pozostałości po rozebranym w 1845 dawnym kościele parafialnym pod wezwaniem św. Elżbiety w Wąchocku.
W czasie powstania styczniowego doszło w Ratajach 11 czerwca 1863 r. do potyczki oddziału Dionizego Czachowskiego z wojskami rosyjskimi. Liczące ok. 100 ludzi zgrupowanie, ścigane przez Rosjan w dniach wcześniejszych, zostało tu rozbite, a żołnierzom dowódca rozkazał rozproszyć się w okolicznych lasach. Potyczkę z 1863 r., w której zginęło trzech powstańców, upamiętnia okazały krzyż w południowej części wioski. Wzniesiono go w 1973 r. w miejsce pierwotnego, który uroczyście ustawiono 20 maja 1923 r. w miejscu domniemanej mogiły nieznanego powstańca. Pierwotny napis „Tobie Polsko! fundatorowie młodzież wsi Rataje 1863-1923” oraz żelazna tablica z napisem „Cześć Nieznanemu Powstańcowi z 1863 r.” zaginęły.
W latach 1975–1998 miejscowość położona była w województwie kieleckim.

## Związani z Ratajami
W Ratajach urodziła się mieszkała i tworzyła Marianna Wiśnios (1909/14–1996), znana i ceniona malarka ludowa.

## Turystyka
Przez wieś przechodzi  niebieski szlak turystyczny im. E. Wołoszyna z Wąchocka do Cedzyny,  niebieski szlak rowerowy ze Skarżyska-Kamiennej do Ostrowca Świętokrzyskiego oraz  czerwony szlak rowerowy do Starachowic.

## Zabytki
Do rejestru zabytków nieruchomych zostały wpisane obiekty:
- murowano-drewniana kaplica pw. św. Zofii, z końca XVIII w., przebudowana w 1 ćwierci XX (nr rej.: A.829 z 19.01.1973),
- ogród folwarczny z końca XIX w. (nr rej.: A.830 z 9.12.1957).